# Jahja Sinvar
Jahja Sinvar ( arabsko يحيى السنوار,1962-2024), tudi Jehja Sinvar,  je bil palestinski politik in vodja Hamasa na območju Gaze, sunitske islamistične politične in vojaške organizacije, ki nadzoruje območje Gaze. Sinvar je bil vodja Hamasa v Gazi od februarja 2017 dalje, ko je zamenjal Ismaila Hanijeha, dokler ni bil ubit oktobra 2024. Jahja Sinvar je bil eden od soustanoviteljev varnostnega aparata Hamasa.  
Rodil se je leta 1962 v begunskem taborišču Kan Junis v Gazi pod egipčansko oblastjo. Njegova družina je bila med arabsko-izraelsko vojno leta 1948 izgnana ali zbežala iz Al-Majdal Askalana (Aškelon). Končal je študij na Islamski univerzi v Gazi, kjer je diplomiral iz arabskih študijev.
Leta 1989 je organiziral ugrabitev in umor dveh izraelskih vojakov in štirih Palestincev, osumljenih kolaboracije. Izrael ga je obsodil na štiri doživljenjske ječe, od katerih je prestal 22 let, do leta 2011, ko so ga skupaj z 1026 drugimi zaporniki zamenjali za ugrabljenega vojaka Gilada Šalita.  Leta 2017 so ga izvolili za voditelja Hamasa; obljubil je naslednje leto, da bo nadaljeval z "mirnim, ljudskim odporom", stališčem, ki ga je kasneje pozneje opustil.  Leta 2021 je bil ponovno izvoljen za vodjo Hamasa in še istega leta je Izrael skušal z atentatom nanj.
Septembra 2015 je vlada Združenih držav Sinwar označila za terorista,  Hamas in Brigade Izz ad-Din al-Qassama pa so prav tako označile za teroristične organizacije s strani Združenih držav, Evropske unije in drugih držav in organizacij. 

## Mladost
Sinvar se je rodil kot Jahja Ibrahim Hasan Sinvar leta 1962 v begunskem taborišču Kan Junis, ko je bilo območje Gaze pod oblastjo Egipta, kjer je preživel svoja zgodnja leta. Njegova družina so med arabsko-izraelsko vojno leta 1948 pregnali, da je zbežala iz Al-Majdal Asqalana (Aškelon) in je poiskala zatočišče na območju Gaze. Po maturi na srednji šoli Kan Junis za dečke je odšel na Islamsko univerzo v Gazi, kjer je diplomiral iz arabskih študij.  

## Kariera
Sinvar je bil prvič aretiran leta 1982 zaradi subverzivnih dejavnosti in je nekaj mesecev služil v zaporu Far'a, kjer je spoznal druge palestinske aktiviste, med drugimi Salaha Šehadeja, in se posvetil palestinski stvari.  Ponovno aretiran leta 1985,  je po izpustitvi j z Ravhijem Muštahom soustanovil Munazamat al Džihad v'al-Dava (Majd), organizacijo, ki je med drugim odkrivala sodelavce Izraela med palestinskim prebivalstvom,  in ki je leta 1987 postala "policija" Hamasa.  Zaradi umorov domnevnih sodelavcev Izraela se ga je prijel vzdevek "mesar iz Kan Junisa".   
Leta 1988 je Sinwar načrtoval ugrabitev in umor dveh izraelskih vojakov ter umor štirih Palestincev, za katere je sumil, da sodelujejo z Izraelom. Aretirali so ga februarja istega leta; med zaslišanjem je priznal, da je zadavil dve žrtvi, med nasilnim zasliševanjem nehote ubil tretjo žrtev, četrto pa je pomotoma ustrelil med poskusom ugrabiti osumljenca - preiskovalcem je pokazal sadovnjak, kjer so bila zakopana štiri trupla.  Leta 1989 je bil obsojen na štiri dosmrtne ječe   Večkrat je poskušal pobegniti, a so ga vedno ujeli. Leta 2008 so ga med prestajanjem zaporne kazni operirali izraelski zdravniki  in mu odstranili možganski tumor in mu tako rešili življenje.    Sinwar je odslužil 22 let svoje kazni. Bil je najstarejši palestinski zapornik med 1026 ujetniki, ki so jih leta 2011 zamenjali za vojaka IDF Gilada Šalita, ki ga je Hamas držal kot talca pet let.  
Leta 2015 naj bi nadzoroval mučenje in usmrtitev kolega Hamasovega poveljnika Mahmuda Ištivija, ki je bil obtožen poneverbe in homoseksualnosti. 
Februarja 2017 je bil Sinwar tajno izvoljen za voditelja Hamasa na območju Gaze in prevzel vodstvo iz rok Ismaila Hanijeha. Marca je ustanovil upravni odbor za območje Gaze pod nadzorom Hamasa, kar je pomenilo, da je nasprotoval kakršni koli delitvi oblasti s palestinsko oblastjo v Ramali. Sinwar zavrača kakršno koli spravo z Izraelom.  Skrajneže je pozval, naj ujamejo še več izraelskih vojakov.  Septembra 2017 se je v Egiptu začel nov krog pogajanj s palestinskimi oblastmi in Sinwar se je strinjal z razpustitvijo administrativnega odbora Hamasa za Gazo.  Pred kratkim je utišal trde glasove v Gazi, ko je šlo za uporabo predorov. Muhammad Deif jih je želel uporabiti za tihotapljenje borcev v Izrael, vendar jih je leta 2017 zaprla nova tajna izraelska tehnologija 
Dne 16. maja 2018 je Sinwar v nepričakovani objavi na Al Jazeeri izjavil, da bo Hamas nadaljeval z "miroljubnim, ljudskim odporom", kar je odprlo možnost, da bo Hamas, ki ga številne države štejejo za teroristično organizacijo, igral vlogo v pogajanjih z Izraelom.  Teden dni pred tem je spodbujal prebivalce Gaze, da se prebijejo skozi izraelsko obleganje: "Raje bi umrli kot mučeniki, kot da bi umremo zaradi zatiranja in ponižanja", in dodal: "Pripravljeni smo umreti in desettisoči bodo umrli z nami." 
1. decembra 2020 je Sinwar testiral pozitivno na COVID-19 in je, kot poročajo, upošteval nasvete zdravstvenih organov ter izvajal previdnostne ukrepe. Tiskovni predstavnik skupine je še povedal, da je "dobrega zdravja in [...] opravlja svoje dolžnosti kot običajno." 
Marca 2021 je bil na tajnih volitvah izvoljen za nadaljnja štiri leta za vodjo Hamasa v Gazi. Je najvišji uradnik Hamasa v Gazi in dejanski vladar Gaze ter po vplivu drugi za Hanijehom. 
15. maja 2021 so poročali, da je Izrael bombardiral dom voditelja Hamasa, takojšnjih podatkov o smrtnih žrtvah ali ranjenih pa ni bilo. Napad se je zgodil na območju Kan Junisa v južni Gazi med vedno večjimi napetostmi med Izraelci in Palestinci.  Se je pa v tednu, ki je sledil, javno pojavil vsaj štirikrat. Najbolj očiten in drzen nastop je bil na tiskovni konferenci 27. maja 2021, ko je (po radiu) sporočil, da bo po tiskovni konferenci (peš) odšel domov in pozval izraelskega obrambnega ministra, naj se odloči za atentat naslednjih 60 minut, dokler ne pride do svojega doma. Sinvar je naslednjo uro taval po ulicah Gaze in se fotografiral z javnostjo. 

## Vojna med Izraelom in Hamasom leta 2023
Po treh tednih konflikta v vojni med Izraelom in Hamasom leta 2023 je Sinwar predlagal, da v zameno za izpustitev vseh talcev, ugrabljenih v spopadu, Izrael izpusti vse palestinske zapornike v izraelskih zaporih.   23.novembra 2023 je prišlo do sporazuma o izpustitvi 50 ugrabljenih (žensk in otrok) proti izpustitvi 150 zaprtih palestinencev. Pri izvedbi dogovora prihaja do zapletov 